# Zawady (powiat piski)
Zawady (niem. Sawadden, 1938–1945 Ottenberge) – wieś w Polsce położona w województwie warmińsko-mazurskim, w powiecie piskim, w gminie Pisz. W latach 1975–1998 miejscowość należała administracyjnie do województwa suwalskiego.
Wieś powstała w ramach kolonizacji Wielkiej Puszczy. Wcześniej był to obszar Galindii. Wieś ziemiańska, dobra służebne w posiadaniu drobnego rycerstwa (tak zwani wolni, ziemianie w języku staropolskim), z obowiązkiem służby rycerskiej (zbrojnej). W XV i XVI wieku miejscowość zapisywana była jako: Bogomil, Saffaden, Sabayda. 
Wieś służebna (dobra wolnych) lokowana w 1473 r., chociaż sama wieś istniała już wcześniej. W 1473 r. prokurator piski Ulryk von Ottenberger potwierdził sprzedaż 13 łanów należących do wsi Bogumiły, niejakiemu Stanisławowi Bogumiłowi i jego bratu, z obowiązkiem jednej służby zbrojnej – były to dobra późniejszej wsi Zawady. Pierwsza nazwa wsi – Bogomil (Bogumiły) wzięła nazwę od nazwiska pierwszego właściciela. Wieś należała do parafii piskiej.